# نهائي كأس فرنسا 1981
نهائي كأس فرنسا 1981 هي المباراة النهائية من منافسة كأس فرنسا 1980–81، أقيمت المباراة في 13 يونيو 1981، في بارك دي برينس، بين فريقي نادي باستيا، ونادي سانت إتيان، وفاز فيها نادي باستيا، بعد أن هزم نادي سانت إتيان، بنتيجة 2 - 1، وكان حكم المباراة ، وحضر المباراة 46155 شخصاً.

## تفاصيل المباراة
لعبت المباراة النهائية في 13 يونيو 1981.
| نادي باستيا                             | 2 -1 | نادي سانت إتيان          |
| --------------------------------------- | ---- | ------------------------ |
| Louis Marcialis ‏ 50 ' · روجيه ميلا 58 ' |      | جاك سانتيني 72 ' (ركلة.) |